# 絶体絶命/Beautiful/AS ONE
『絶体絶命/Beautiful/AS ONE』（ぜったいぜつめい/ビューティフル/アズ ワン）は、ジャニーズWESTの21枚目のシングル。
2023年10月25日にジャニーズ・エンタテイメントより発売された。発売前週の10月18日に新グループ名が「WEST.」に決定したことを発表したため、「ジャニーズWEST」としての最後の作品となった。

## 概要
本作はリリース情報に先立ち9月10日にTikTokで収録曲「POP&POP」のダンス動画が公開され、9月15日にリリース形態や発売日などの詳細が発表となった。同日21時20分からメンバー全員でのTikTokライブが生配信され、予約特典のクリアファイルも公開された。ジャニーズWESTとしては初めてのトリプルAサイドシングルであり、3曲全てがタイアップ曲であるトリプルタイアップとなっている。また、3曲ともに踊る楽曲であり、収録曲数も特典も多かったため、制作はとてもタイトなスケジュールだったことをメンバーが明かしている。初回盤A・B・C、通常盤の4形態での発売。
「絶体絶命」は重岡大毅主演のテレビ朝日系ドラマ『単身花日』主題歌であり、単身赴任先で初恋の女性と再会したことで、決別できていなかった青春時代の恋に狂わされていくというドラマの内容ともリンクする、抑えきれない思いを乗せた疾走感のあるスリリングなラブソング。9月16日放送のテレビ朝日系テレビドラマ『ノッキンオン・ロックドドア』内でオンエアされるティザー映像内で音源が初解禁された。9月18日21時にはジャニーズWESTオフィシャルYouTubeチャンネルでMVがプレミア公開された。
「Beautiful」は藤井流星主演のABCテレビ・テレビ朝日系ドラマ『18歳、新妻、不倫します。』の主題歌であり、少女マンガ原作の作品に寄り添う、グループにとってかつて無いほどのキラキラした王道ラブソング。美しいハーモニーとメロディー、そしてガラリと空気の変わるラップパートやエレクトリックな音を強調したインターで、恋愛がくれるドキドキと素直になれないふたりの駆け引きを表現している。9月23日に解禁されたドラマのメインビジュアルとと共に、PR動画で楽曲も解禁された。9月24日21時にオフィシャルYouTubeチャンネルでプレミア公開されたMVでは、“全編踊る楽曲”と言われる通り、白の世界で大人カジュアルな衣装で軽やかに踊るメンバーと、黒の世界でシックな衣装でキレのあるダンスを披露するメンバーの姿を見ることができる。10月21日にはダンスプラクティス動画も公開された。
「AS ONE」は、10月1日からスタートしたテレビ東京系テレビアニメ『キャプテン翼シーズン2 ジュニアユース編』のオープニングテーマ。シーズン1に引き続きジャニーズWESTの書き下ろし楽曲が起用され、8月26日にアニメの新PVの公開とともに音源も初解禁された。壁に立ち向かう人の心に寄り添うような歌詞を乗せた、何度も立ち上がる人に向けた明日へのアンセムになっている。そして野外円形ステージで真夏に12時間程かけて撮影されたというMVが、10月1日21時にグループ公式YouTubeでプレミア公開された。その中でメンバーはs**t kingzのshojiが振付を手掛けたシュートやスローイングなどサッカーにまつわる動きを取り入れた、クラップを印象的に使ったダンスを披露している。テレビでは10月19日放送の『ミュージックステーション』でWEST.に改名後のテレビ初パフォーマンスとして披露され、10月23日放送のTBS系音楽特番『CDTVライブ!ライブ!』でフルサイズ初披露された。
その他、各形態にカップリング曲が1曲収録され、初回盤Aには重岡大毅が作詞作曲した「超きっと大丈夫」、初回盤Bにはmeiyo提供の「POP＆POP」、初回盤Cには神山智洋が作詞作曲した「BOY FRIEND」、通常盤には「疲れちゃうや」が収録されている。

## 購入特典
ストリーミング動画
初回盤A・B・Cにそれぞれ封入されている視聴シリアルコードを3つ1口で特設サイトにて登録期間内に入力することで、ストリーミング画像が視聴可能となる。
- 「ジャニーズWESTの夏休み2023 〜神ちゃん＆流星 祝30歳！ハッピーバースデー旅〜」

先着購入特典（通常盤）
- 「ジャニーズWESTの夏休み2023」スペシャルクリアファイル（A4サイズ）

## 収録曲

### CD

#### 初回盤A
1. 絶体絶命
作詞：杉山勝彦、作曲：杉山勝彦・佐々木“コジロー”貴之、編曲：佐々木“コジロー”貴之
  - 重岡大毅主演 テレビ朝日系オシドラサタデー『単身花日』主題歌
2. Beautiful
作詞：栗原暁、作曲：栗原暁・前田佑、編曲：前田佑
  - 藤井流星主演 ABCテレビ・テレビ朝日系ドラマ『18歳、新妻、不倫します。』主題歌
3. AS ONE
作詞・作曲：WaO、編曲：NAOKI-T
  - テレビ東京系アニメ『キャプテン翼シーズン2 ジュニアユース編』オープニングテーマ
4. 超きっと大丈夫
作詞・作曲：重岡大毅、編曲：ha-j
ポジティブでまっすぐに、頑張る人々を全肯定で励ます応援歌[13]。
5. 絶体絶命（オリジナル・カラオケ）
6. Beautiful（オリジナル・カラオケ）
7. AS ONE（オリジナル・カラオケ）
8. 超きっと大丈夫（オリジナル・カラオケ）

#### 初回盤B
1. Beautiful
2. AS ONE
3. 絶体絶命
4. POP & POP
作詞・作曲：meiyo、編曲：平田祥一郎
パッとしない日常を「パッパレ！」という元気な掛け声と、そのままでいいよと背中を押してくれるような歌詞で励ます王道ポップな応援ソング[28]。振付は「膝銀座」に続き、パワーパフボーイズが手掛けた[28]。9月10日に公式TikTokアカウントで神山智洋による振り付け動画が配信され、未公開だったこの楽曲が突如解禁になったことでSNSで話題になった[10][29]。その後、他のメンバーの踊ってみた動画も公開されている[10]。
5. Beautiful（オリジナル・カラオケ）
6. AS ONE（オリジナル・カラオケ）
7. 絶体絶命（オリジナル・カラオケ）
8. POP & POP（オリジナル・カラオケ）

#### 初回盤C
1. AS ONE
2. 絶体絶命
3. Beautiful
4. BOYFRIEND
作詞・作曲：神山智洋、訳詩：D&H、編曲：井上薫
青春の恋の始まりを描いたポップな楽曲[13]。WEST.オフィシャルサイトでは神山手書きの原詞が公開された[30]。
5. AS ONE（オリジナル・カラオケ）
6. 絶体絶命（オリジナル・カラオケ）
7. Beautiful（オリジナル・カラオケ）
8. BOYFRIEND（オリジナル・カラオケ）

#### 通常盤
1. 絶体絶命
2. Beautiful
3. AS ONE
4. 疲れちゃうや
作詞：岡嶋かな多、作曲：岡嶋かな多・ESME MORI、編曲：ESME MORI

### Blu-ray/DVD
初回盤A
- 「絶体絶命」Music Video , Making , Music Video -Dance Ver.-（30分収録予定）

初回盤B
- 「Beautiful」Music Video , Making , Music Video -Dance Ver.-（30分収録予定）

初回盤C
- 「AS ONE」Music Video , Making , Music Video -Dance Ver.-（30分収録予定）

## チャート成績
『星の雨』の291,727枚を上回る初週299,584枚を売り上げ、2023年11月6日付「オリコン週間シングルランキング」で初登場1位を獲得。自己最高初週売上を記録し、11作連続・通算16作目の1位獲得となった。また、同日付の「オリコン週間合算シングルランキング」でも『星の雨』の週間29.2万PTを上回る週間30.1万PTを記録し、通算11作目の1位獲得となった。なお、「合算シングル通算1位獲得作品数」はKing & Prince、乃木坂46と共に歴代1位タイ記録となる。